# Calixto Navarro

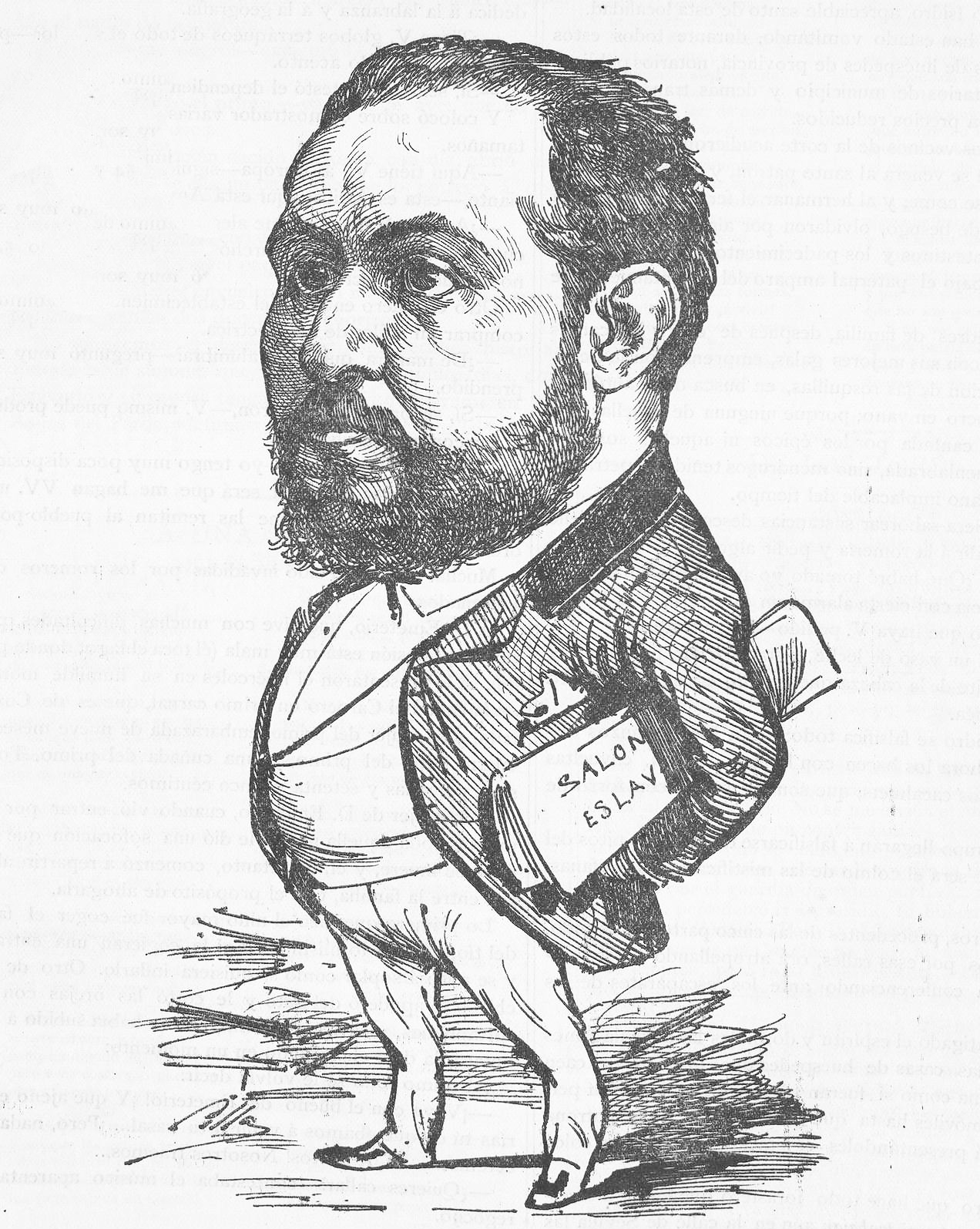
Calixto Navarro

Calixto Clemente Navarro y Mediano, född 23 november 1847 i Zaragoza, död 2 februari 1900 i Madrid, var en spansk dramatisk författare.
Navarro utvecklade från 1869 betydande dramatisk verksamhet med växlande framgång. Under 1890-talet var han emellertid mycket populär. Av Navarros dramatiska arbeten, som uppgår till över 240 stycken, kan nämnas Á gusto de todos, Noche buena y noche mala, Salón Eslava, Zarandiga, Antes y despues, Tres yernos, Las dos sortijas, Mendoza y Compañia, Un capricho, Á la puerta del Suizo, La cita, Magica blanca, La bayadera (i samarbete med Navarro Gonzalvo), Gota serena, Abril y mayo, La barretina, El grito de guerra, Cosas del pueblo, Nadar en seco, Futur imperfecto och Héroes y verdugos. 